# Dubnas paliene
Dubnas paliene este o arie protejată (arie specială de conservare — SAC, sit de importanță comunitară — SCI, arie de protecție specială avifaunistică — SPA) din Letonia întinsă pe o suprafață de 376,57 ha, integral pe uscat.

## Localizare
Centrul sitului Dubnas paliene este situat la coordonatele 56°15′55″N 26°22′52″E / 56.2652°N 26.3811°E.

## Înființare
Situl Dubnas paliene a fost declarat arie de protecție specială avifaunistică în mai 2004 pentru a proteja 1 specie de plante și 17 specii de animale. Alte tipuri de protecție:
- sit de importanță comunitară (în mai 2004)
- arie specială de conservare (în mai 2004)[1][3][4]

## Biodiversitate
Situată în ecoregiunea boreală, aria protejată conține 7 habitate naturale: Lacuri eutrofice naturale cu vegetație de tip Magnopotamion sau Hydrocharition, Cursuri de apă de la nivel de câmpie la nivel montan, cu vegetație Ranunculion fluitantis și Callitricho-Batrachion, Pajiști fino-scandinave uscate până la mezice, bogate în specii de altitudine mică, Pajiști cu Molinia pe soluri calcaroase, turboase sau argilos-nămoloase (Molinion caeruleae), Liziere de ierburi înalte hidrofile de câmpie și de nivel montan până la alpin, Pajiști aluvionare boreale nordice, Fânețe de joasă altitudine (Alopecurus pratensis, Sanguisorba officinalis).
La baza desemnării sitului se află mai multe specii protejate:
- plante (1): turiță (Agrimonia pilosa)
- păsări (12): acvilă țipătoare mică (Aquila pomarina), barză albă (Ciconia ciconia), cristeiul de câmp (Crex crex), lebădă de iarnă (Cygnus cygnus), ciocănitoare cu spate alb (Dendrocopos leucotos), ciocănitoarea de stejar (Dendrocopos medius), cocor (Grus grus), stârc pitic (Ixobrychus minutus), sfrâncioc roșiatic (Lanius collurio), ciocănitoare verzuie (Picus canus), cresteț cenușiu (Porzana parva), cresteț pestriț (Porzana porzana)
- mamifere (1): vidră de râu (Lutra lutra)
- nevertebrate (3): Graphoderus bilineatus, libelule (Leucorrhinia pectoralis), fluturele purpuriu (Lycaena dispar)
- pești (1): zvârluga (Cobitis taenia)

Pe lângă speciile protejate, pe teritoriul sitului au mai fost identificate 3 specii de plante, 3 specii de păsări, 9 specii de nevertebrate.